# Josh Helman
Josh Helman (ur. 22 lutego 1986 w Adelaide) – australijski aktor telewizyjny i filmowy.

## Życiorys
Urodził się w Adelajdzie w Australii Południowej. Karierę aktorską rozpoczął telewizyjną kreacją Denni'ego Maitlanda w serialu australijskim Zatoka serc (Home and Away, 2007). Potem dostał małą rolę intruza próbującego się włamać do domu bohatera w 5-minutowym thrillerze Widok Aidana (Aidan's View, 2009). Kilka lat później został obsadzony w roli kaprala Lwa „Chucklera” Juergensa w sześciu odcinkach amerykańskiego serialu Pacyfik (The Pacific, 2010). Następnie podpisał kontrakt z amerykańską agencją The Gersh Talent Agency. Został obsadzony w roli Jeba w filmie Jack Reacher: Jednym strzałem (Jack Reacher, 2012) z udziałem Toma Cruise’a. Później został wybrany do roli Slita w remake'u Mad Max: Na drodze gniewu (Mad Max: Fury Road, 2015) u boku Toma Hardy.

## Filmografia

### Filmy fabularne
- 2007: All My Friends Are Leaving Brisbane jako gość przyjęcia / gość weselny
- 2009: Widok Aidana (Aidan's View) jako intruz
- 2010: Królestwo zwierząt (Animal Kingdom) jako Const. Peter Simmons
- 2012: Jack Reacher: Jednym strzałem (Jack Reacher) jako Jeb
- 2013: Blinder jako Morts
- 2014: X-Men: Przeszłość, która nadejdzie (X-Men: Days of Future Past) jako William Stryker
- 2015: Mad Max: Na drodze gniewu (Mad Max: Fury Road) jako Slit
- 2016: X-Men: Apocalypse jako William Stryker

### Seriale TV
- 2007: Zatoka serc (Home and Away) jako Denni Maitland
- 2009: Córki McLeoda (McLeod's Daughters) jako Grown Up Xander
- 2010: Pacyfik (The Pacific) jako PFC Lew 'Chuckler' Juergens
- 2015: Pot i łzy (Flesh and Bone) jako Bryan
- 2016: Miasteczko Wayward Pines (Wayward Pines) jako Xander Beck